# Daniele Napolitano
Daniele Napolitano (* 6. Januar 2003 in Cirié) ist ein italienischer Radsportler, der die Kurzzeitdisziplinen auf der Bahn bestreitet.

## Sportlicher Werdegang
2020 sowie 2021 wurde Daniele Napolitano italienischer Junioren, zunächst im 1000-Meter-Zeitfahren, im Jahr darauf mit Filippo Borello und Stefano Minuta im Teamsprint. Bei den U23-Bahneuropameisterschaften 2022 errang er zwei Medaillen: Silber im Keirin sowie Bronze im Teamsprint (mit Matteo Bianchi und  Matteo Tugnolo). Ebenfalls 2022 wurde er italienischer Meister im Sprint.

## Erfolge
2020
- Italienischer Junioren-Meister – 1000-Meter-Zeitfahren

2021
- Italienischer Junioren-Meister – Teamsprint (mit Filippo Borello und Stefano Minuta)

2022
- U23-Europameisterschaft – Keirin
- U23-Europameisterschaft – Teamsprint (mit Matteo Bianchi und  Matteo Tugnolo)
- Italienischer Meister – Sprint

2024
- U23-Europameister – Teamsprint (mit Mattia Predomo und Stefano Minuta)

2025
2025
- U23-Europameister – Teamsprint (mit Mattia Predomo und Stefano Minuta)